# غويليرمي (لاعب كرة قدم مواليد 1988)
غويليرمي (بالبرتغالية: Guilherme Milhomem Gusmão‏) هو لاعب كرة قدم برازيلي في مركز الهجوم، ولد في 22 أكتوبر 1988 في امبراتريز في البرازيل. شارك مع منتخب البرازيل تحت 20 سنة لكرة القدم. أما مع النوادي، فقد لعب مع أتلتيكو مينيرو وأنطاليا سبور ودينامو كييف وسيسكا موسكو وكروز آزول ونادي كروزيرو ونادي كورينثيانز.

## وصلات خارجية
- غويليرمي (لاعب كرة قدم مواليد 1988) على موقع اتحاد تركيا (لاعب) (الإنجليزية)
- غويليرمي (لاعب كرة قدم مواليد 1988) على موقع اتحاد أوكرانيا (الإنجليزية)
- غويليرمي (لاعب كرة قدم مواليد 1988) على موقع قاعدة بيانات كرة القدم.إي يو (الإنجليزية)
- غويليرمي (لاعب كرة قدم مواليد 1988) على موقع Soccerway.com (الإنجليزية)
- غويليرمي (لاعب كرة قدم مواليد 1988) على موقع عالم كرة القدم.نت (الإنجليزية)